# Fiat 615
Fiat 615 a fost un model de camionetă ușoară produs de Fiat între 1951 și 1953, ca succesor al modelului Fiat 1100ELR, cu care a continuat să fie fabricat în paralel. Autovehiculul avea o masă totală de 3.100 kg și era disponibil în configurații cu platformă, caroserie furgon, șasiu pentru carosări speciale și tractocamion. Cabina sa, cea mai mare construită până atunci de Fiat, a fost inspirată de modelul Fiat 640.
Versiunea inițială a Fiat 615 era echipată cu un motor pe benzină de 1395 cm³, care dezvolta 29 kW (39 CP) la 3.800 rpm, cuplat cu o transmisie manuală în patru trepte. Modelul cu capacitate de 1,5 tone, conceput integral, a fost lansat în 1951 în configurațiile platformă și șasiu pentru carosării speciale. Motorul preluat de la Fiat 1400, utilizat anterior pe autoturisme, s-a dovedit insuficient pentru susținerea masei de 3,1 tone, generând dificultăți operaționale. Cu toate acestea, Fiat 615 putea atinge o viteză maximă de 80 km/h, dar consuma mult combustibil în condiții de utilizare intensă.
Fiat 1100 ELR, cu un motor mai mic de 1,1 litri și o putere de 28–30 CP (21–22 kW), rămânea preferat de clienți datorită consumului mai redus și capacității de a transporta o greutate mai mică, de aproximativ o tonă. Acesta atingea o viteză maximă de peste 90 km/h, depășind astfel Fiat 615, limitat la 78 km/h.
Sub presiunea cerințelor pieței, Fiat a dezvoltat un motor diesel, bazat pe sistemul cu cameră de vârtej (sistem Ricardo), derivat din motorul de 1,9 litri utilizat pe Fiat 1900 și SUV-ul Fiat Campagnola. Motorul diesel tip 305 a fost disponibil ulterior și pe modelele Fiat 1400 sedan și Fiat 615 N (N = Nafta).
În Austria, Steyr a produs Fiat 615 sub denumirea Steyr 260, echipat cu un motor propriu pe benzină de 2 litri și 50 CP, provenit din Steyr 2000.
În Iugoslavia, Fiat 615 a fost construit sub licență de Zastava, fiind echipat cu un motor pe benzină de 1,9 litri (tip 105), care dezvolta 47 CP (35 kW) la 3500 rpm. Același motor a fost utilizat și pe modelul Campagnola produs sub licență de Zastava.

### Variante suplimentare
Pe lângă versiunea cu platformă, la Zastava au fost fabricate și alte variante cu carosări speciale, inclusiv modelul Zastava 620B cu cabină dublă, similar celor produse în alte fabrici din Europa de Est (IFA, Csepel, Star etc.).